# ميخيل هورن
ميخيل هورن هو مؤرخ كندي، ولد في 3 سبتمبر 1939.